# Air Tractor AT-400
Die Air Tractor AT-400 ist ein einsitziges Agrarflugzeug aus den Vereinigten Staaten, das seit 1979 in Serie gebaut wird. Dieses Flugzeug ist für den Betrieb mit ca. 200 km/h in geringer Höhe ausgelegt.

## Geschichte
Die von Leland Snow entworfene AT-400 ist eine Weiterentwicklung der AT-302A und unterscheidet sich vor allem durch ein etwas leistungsfähigeres Turboproptriebwerk und einen größeren Behälter für das Sprühgut.

## Konstruktion

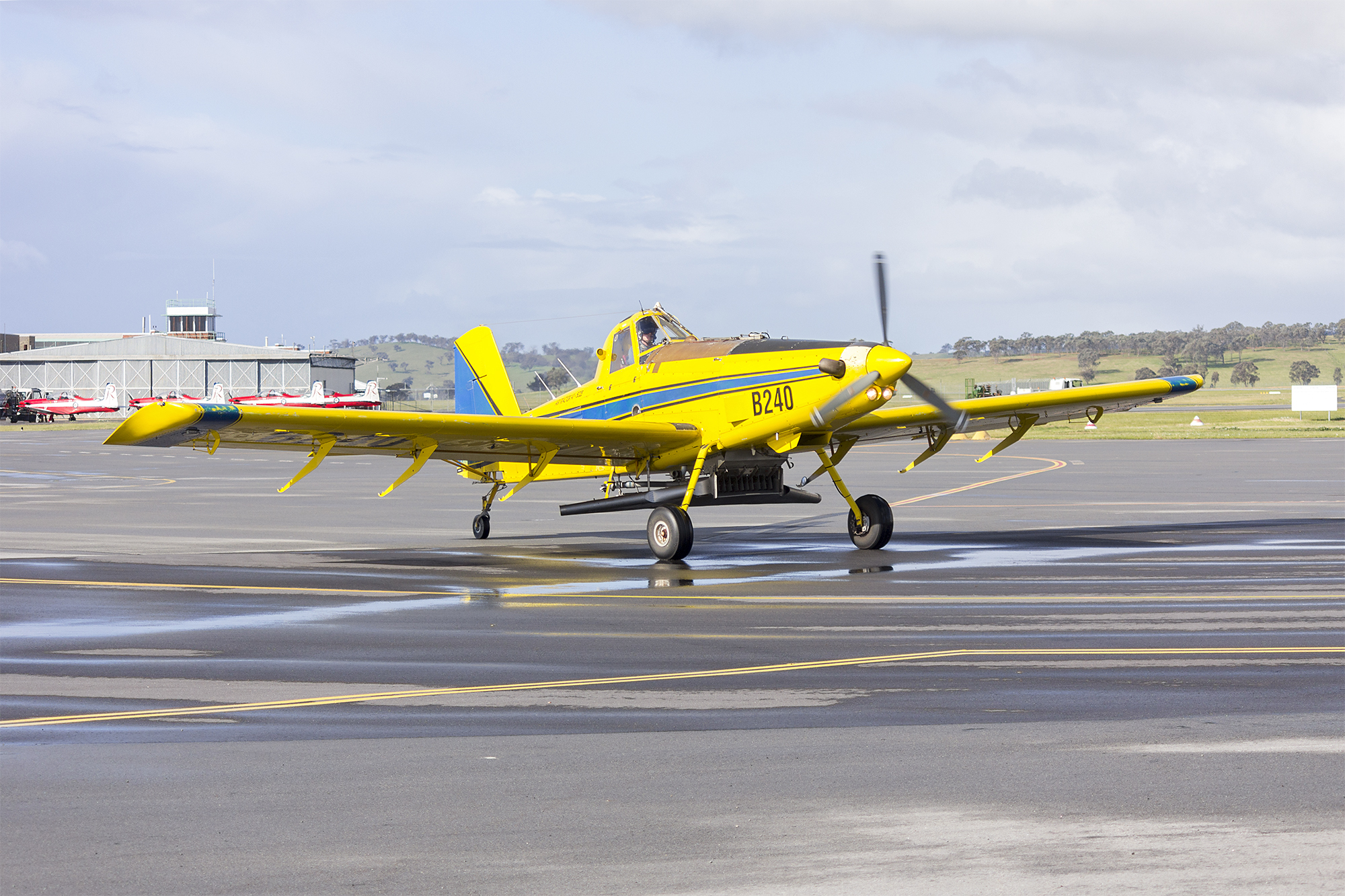
Air Tractor AT-502B

Die Sprühstangen unter den Tragflächen sind aus rostfreiem Edelstahl und enthalten bis zu 69 Sprühdüsen. Der Sprühmitteltank besteht aus Glasfaserverstärktem Kunststoff und fasst 1514 Liter. Das ansonsten normale Flugzeugcockpit enthält nur eine zusätzliche Sprühmittel-Durchflussanzeige. Die Flugzeugzelle ist im Bereich um das Cockpit zusätzlich verstärkt. Das Fahrwerk besteht aus freitragenden Federbeinen aus Stahl und ein Spornfahrwerk mit Blattfederung. Die Tragflächen haben handbetriebene Querruder und elektrisch betriebene Auftriebsklappen an der Hinterkante der Tragflächen. Das Leitwerk, das aus einer freitragenden Seitenflosse und einem gestützten Höhenleitwerk besteht, ist aus Leichtmetall. Die Seitenruder und Höhenruder sind mit Stoff bespannt. Die Variante Air Tractor AT-502 hat einen Turbopropantrieb mit stark erhöhter Leistung und einen längeren Rumpf als die AT-400. Die Variante Air Tractor AT-401 hat einen Sternmotor.

## Leistung
Es genügt eine nur 250 Meter lange Bahn zum Starten.

## Zwischenfälle
Bisher gab es mit Maschinen vom Typ Air Tractor AT-400 18 Unfälle mit insgesamt 8 Toten
Mit der Air Tractor AT-502 gab es bisher 146 Unfälle mit insgesamt 47 Toten.

## Technische Daten
| Kenngröße              | Air Tractor AT-400 |
| ---------------------- | --- |
| Besatzung              | 1 Pilot |
| Länge                  | 9,35 m |
| Spannweite             | 13,75 m |
| Höhe                   | 2,99 m |
| Flügelfläche           | 11,99 m² |
| Flügelstreckung        | 15,8 |
| Leermasse              | 1610 kg mit Sprühgerät |
| max. Startmasse        | 3538 kg inkl. Beladung |
| Antrieb                | ein Pratt & Whitney Canada PT-6A-15-AG oder ein Pratt & Whitney Canada PT-6A-15-27 oder ein Pratt & Whitney Canada PT-6A-15-28 Turboproptriebwerk mit einer Leistung von jeweils etwa 507 kW (600 PS) |
| Höchstgeschwindigkeit  | 322 km/h |
| Reisegeschwindigkeit   | 264 km/h |
| Einsatzgeschwindigkeit | 209–223 km/h |
| Reichweite             | 795 km |